# 외국어
외국어(外國語)는 모국이 아닌 다른 나라의 말을 말한다.

## 개요
일반적으로, 외국어란 자국에서 채택한 공용어가 아닌 다른 언어, 혹은, 교육과정에서 사용하는 언어가 아닌 다른 언어를 지칭한다. 그러나, 모국어의 개념이 중요해진 오늘날에서 외국어는 단순히 그런 의미로만 쓰이지는 않고, 언어를 습득하는 과정에서 익힌 언어가 아닌 모든 언어를 가리키는 용어로 확대되어 쓰이고 있다. 이런 의미에서는 자국에서 채택한 공용어라도 모국어가 아니면, 외국어가 되는 것이다. 예를 들면, 프랑스령인 브르타뉴에서 주로 쓰이는 브르타뉴어를 모국어로 습득한 사람일 경우, 프랑스어를 이중 모국어로 습득한 경우가 아니면, 프랑스 국민으로서의 입장에서는 자국어가 되는 프랑스어도 프랑스어가 모국어가 아닌 사람의 입장에서는 '외국어'가 된다. 그래서 언어학에서는 외국어를 지칭하는 용어로 제2언어, 제3언어 등의 용어를 사용한다.
모국어(母國語)를 무시하여서는 안 된다. 어느 분야의 교육이든지 간에, 단순한 기능적인 지식을 습득하는 일보다도 더욱 중요한 학생들이 달성해야만 하는 교육의 목적이 있게 된다. 언어를 예로 들어보면. 외국어를 습득하는 일보다도 먼저 모국어를, 그것이 현대어든 또는 고어(古語)든 간에 쉽게 그리고 정확하게 쓰고 말할 줄 알도록 익히는 일이 중요하다. 그러나 보다 높은 언어 연구의 중요한 일은 문법적인 지식의 교육만으로는 얻어지지 아니한다. 언어 공부는 인생의 행복과 불행에 밀접한 관계를 갖게 된다.

## 교육계에서의 외국어
대한민국에서는 초·중등 교육에서 필수로 배우는 외국어는 영어이고, 중등 교육과정부터는 일본어, 중국어, 독일어, 프랑스어, 러시아어, 스페인어, 아랍어, 베트남어 등이 선택 과목으로 나온다. 유럽이나, 미국, 캐나다 등지에서는 라틴어, 그리스어, 프랑스어 등이 교육과정에서 배우게 되는 외국어이다. 다만, 비영어권 국가에서는 미국 등의 영어 사용국들의 국제적인 영향으로 인해, 영어가 교육과정에서 필수과목으로 존재하는 경우가 많다. 대표적인 경우로, 대한민국, 일본, 중화인민공화국, 독일, 조선민주주의인민공화국, 중화민국, 스웨덴, 핀란드 등이 있다. 반대로, 영어권 국가에서는 그 지역의 역사적인 상황에 따라, 교육과정에서 배우게 되는 외국어가 나라마다 다르다. 예를 들면, 영국이나, 미국에서 배우는 외국어는 라틴어, 그리스어, 프랑스어 등이며, 필리핀에서는 스페인어, 말레이시아나 싱가포르에서는 중국어나 힌디어 등이 있다. 오스트레일리아에서는 인도네시아어, 일본어, 중국어, 한국어 등이 외국어로 존재하고, 일본에서는 영어, 독일어, 프랑스어, 중국어, 한국어를 외국어 과목으로 개설한다.

## 같이 보기
- 귀화
- 외국인
- 대한민국 내 외국인 현황